# Табернер, Карлос
Карлос Табернер Сегарра (исп. Carlos Taberner Segarra; род. 8 августа 1997, Валенсия) — испанский профессиональный теннисист; победитель девяти турниров ATP Challenger (8 — в одиночном разряде).

## Общая информация
Родился 8 августа 1997 года в городе Валенсия, в Испании.

## Спортивная карьера
В 2016—2025 годах стал победителем восьми турниров ATP Challenger и трёх турниров серии ITF Futures в одиночном разряде.
И в 2015—2017 годах стал победителем ещё одного турнира ATP Challenger и трёх турниров серии ITF Futures в парном разряде.

### 2022
В январе 2022 года в Мельбурне (Австралия) занимая 111 место рейтинга заменил снявшегося канадца Милоша Раонича и вошёл в основную сетку одиночного разряда Открытого чемпионата Австралии, где в первом круге за четыре сета проиграл немцу Доминику Кёпферу со счётом 1-6, 6-3, 4-6, 1-6.